# Armand de Buchepot
Armand-Joseph de Buchepot (1765 † 1814), marquis de Buchepot, seigneur de Fougerolles et de Fromenteau, est une personnalité politique du Berry durant la Révolution française.

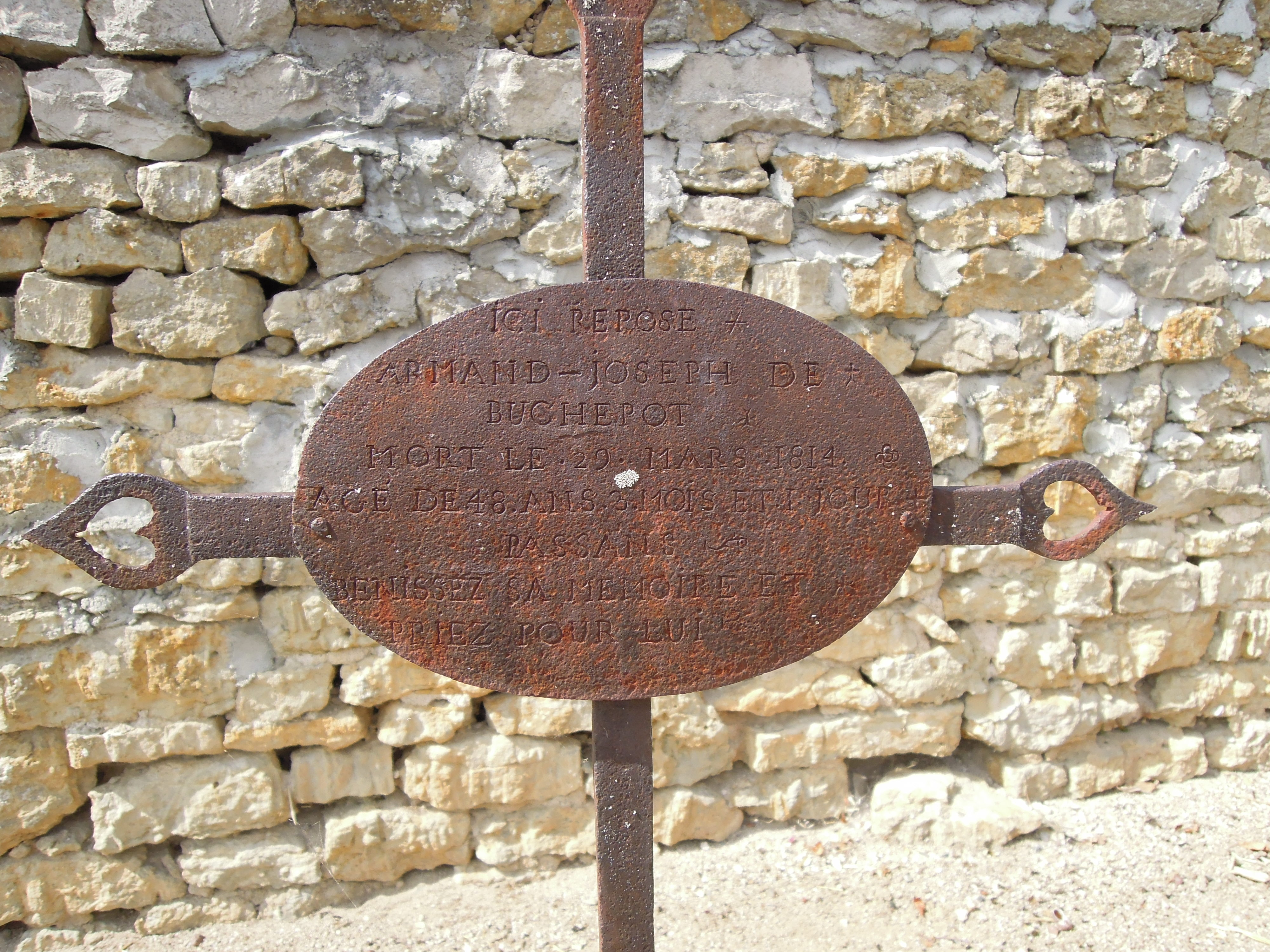
Photo de la sépulture d'Armand de Buchepot, (homme politique), cimetière de Fougerolles, Indre, 36.

## Biographie
Armand de Buchepot est né le 28 décembre 1765, à La Châtre (Indre).
Inhumé au cimetière de Fougerolles (Indre).

### Révolution française
Officier de cavalerie dans l’Ancien Régime, il comparait à l’assemblée des gentilshommes du bailliage de Châteauroux, d’abord en décembre 1788, puis en 1789, en qualité de président, pour l’élection des députés de la noblesse aux États Généraux. Nommé président du Directoire de la ville de Châteauroux de 1791 à 1792, il émigre le 11 juin 1792.

### Premier Empire
Revenu en France, il est nommé conseiller général du département.
Il décède à Fromenteau le 29 mars 1814.
Il était un membre actif de la Société d'agriculture de l'Indre.

## Publications
- Considérations sur la manière de gouverner les abeilles (1810)

### Article détaillé
- Liste des maires de Châteauroux